# 東北文化学園大学の人物一覧
東北文化学園大学の人物一覧（とうほくぶんかがくえんだいがくのじんぶついちらん）は東北文化学園大学に関係する人物の一覧記事。

## 教職員
- 青木智子（元助教授） - 心理学
- 石田寛（元教授） - 工学
- 王元（教授） - 政治学
- 大内秀明（元教授） - 経済学
- 大原進（元教授） - 経済学
- 小山茂樹（元教授） - 政治学
- 小山昭夫（元理事長） - 精神科学
- 武澤秀一（元教授） - 建築学
- 田島信威（元教授） - 法学
- 長崎浩（教授） - 身体運動学
- 堀幸雄（元教授） - 評論家
- 渡辺充（元教授） - 法学

## 著名な出身者
- FLAVIO - ファッションモデル
- 中川晃教 - シンガーソングライター
- 水戸まなみ - シンガーソングライター